# Casería
La casería es un tipo de poblamiento rural característico de Asturias (España).

## Composición
La casería está formada por la casa y sus dependencias anejas; por el terrazgo e incluso por los derechos de aprovechamiento de los montes comunales. La casa se sitúa en un espacio cercado denominado solar, rodeado por la antojana. En esta se sitúan las dependencias anejas: el hórreo, el pajar, la cuadra y otros espacios dedicados al almacenamiento. Alrededor del cercado de la antojana se disponen el huerto y los árboles frutales.
En el terrazgo se disponen de los espacios para el uso ganadero y el resto de los usos agrícolas. Las partes más llanas se dedican para el cultivo de cereales. Estos espacios, denominados erías, cortinas o llosas, se cercan para evitar la entrada del ganado.
Por otra parte, las partes más inclinadas o más húmedas en el fondo de valle, se dedicaban a prados, para el aprovechamiento ganadero.
La casería forma una unidad de producción, de residencia, de consumo, de explotación y, en el pasado, de recaudación.
Según las zonas de Asturias, la casería se conoce también como quinta o quintana

## Historia
La casería surge en la Edad Media como consecuencia de la colonización del suelo. La tierra, en manos de la nobleza y del clero, y posteriormente de la burguesía, era entregada a familias de campesinos en parcelas de pequeñas dimensiones, a cambio de una contraprestación. La clase dirigente explotaba la tierra y sus frutos, mientras los campesinos la trabajaban, obteniendo apenas lo suficiente para su subsistencia.
En el siglo XVI las caserías constituían el único medio de vida del campesinado y una valiosa fuente de riqueza de los grandes dominios territoriales. La casería se consolidó como estructura económica y social en siglos posteriores, permaneciendo su estructura hasta finales del siglo XIX. Sus caracteres esenciales han permanecido hasta mediados del siglo XX.
Durante muchos siglos, la casería ha sido una unidad de explotación, que ha hecho de la tierra el modo de vida de la familia campesina asturiana.

## Derecho consuetudinario asturiano
Según la compilación del derecho consuetudinario asturiano, la casería se define como:

una unidad económica y de explotación familiar formada por elementos disociados, tanto en lo que respecta a su naturaleza —casa, antoxana, edificios anexos y construcciones complementarias, hórreos o paneras, huertos, tierras, prados, montes, árboles, animales, maquinaria y aperos de labranza, y derechos de explotación en los bienes comunales—, como a su sistema de propiedad —privada, en arriendo o en aparcería—, a su localización dispersa y a su destino o aprovechamiento —cultivo, recolección, pastizal—, que forman un conjunto agropecuario capaz de dar sustento a una familia campesina, sin perjuicio de que ésta pueda tener otras fuentes complementarias de ingresos.
Compilacion de Derecho Consuetudinario Asturiano (§ 67. Concepto y denominaciones)
Boletín de la Junta General del Principado de Asturias del 9 de marzo de 2007

Como figura jurídica, la comisión parlamentaria redactora de la compilación constató su vigencia a través de resoluciones judiciales en los partidos judiciales de Avilés, Cangas del Narcea, Grado, Laviana, Lena, Oviedo, Piloña y Siero; a través de protocolos notariales, en los distritos notariales de Avilés, Cangas del Narcea y Luarca; y con una «verificación ictu oculi» en los concejos de Cangas del Narcea, Ribera de Arriba, Siero y Tineo.

## Nomenclátor
En los nomenclátores de Asturias, la casería es una de las categorías históricas más habituales de las entidades singulares de población, junto con la aldea, la villa y el lugar.
Las normas publicadas para la elaboración del nomenclátor de 1930 (Orden e Instrucción del 8 de marzo de 1930) definen la casería como 

el grupo de dos o más edificios que, estando próximos entre sí, no llegan a formar calles ni plazas, de los cuales, alguno por lo menos, ha de dedicarse principalmente a vivienda

Es equivalente al caserío, utilizado en el resto de España.
En el nomenclátor de Asturias del 2010, de las 6943 entidades singulares que recoge, 2460 corresponden a la categoría de casería, la de mayor frecuencia. 475 de ellas permanecen deshabitadas. Por el número de habitantes, su distribución es:
- De 1 a 50 habitantes: 1889
- De 51 a 100 habitantes: 65
- De 101 a 250 habitantes: 27
- De 251 a 500 habitantes: 4